# Pradère-les-Bourguets
Pradère-les-Bourguets – miejscowość i gmina we Francji, w regionie Oksytania, w departamencie Górna Garonna. W 2013 roku populacja ówczesnej gminy wynosiła 330 mieszkańców. 
W dniu 1 stycznia 2018 roku z połączenia dwóch ówczesnych gmin – Lasserre oraz Pradère-les-Bourguets – utworzono nową gminę Lasserre-Pradère. Siedzibą gminy została miejscowość Lasserre.